# Бог Отець

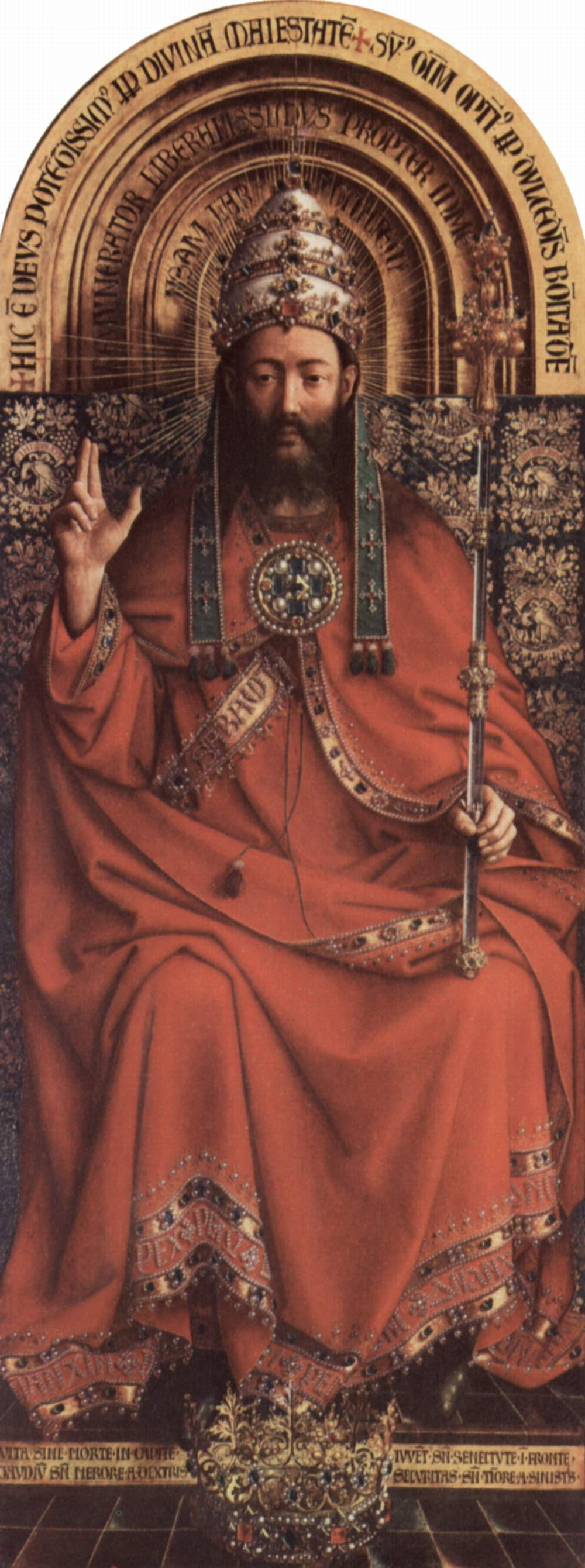
Бог Отець. Олія на дереві, роботи Губерта ван Ейка, бл. 1426—1432 рр. Собор Святого Баво, Гент, Бельгія

Бог Отець (лат. Deus Pater, івр. האל האב, англ. God the Father) — в християнстві перша особа Святої Трійці (Бог Отець, Бог Син, Бог Святий Дух). Бог — творець.
Бог Отець — тілесна Іпостась Бога Трьохіпостасного (тілесна частина живого організму Бога, що організаційно є подібним до людського організму).
Перший пункт християнського Символу віри дає Йому таке визначення: Бог Отець Вседержитель, Творець неба і Землі, всього видимого і невидимого.
У християнстві Бог інколи зветься «Отцем» в раніше нечуваному значенні, окрім того, що Він є творцем і живителем творіння, і опікуном своїх дітей, Його народу. Говориться, що Отець має вічне відношення до Свого єдиного Сина, Ісуса; що має на увазі виняткову і потаємну знайомість яка випливає з самої Їх природи:
«І Сина не знає ніхто, крім Отця, і Отця не знає ніхто, окрім Сина, та кому Син захоче відкрити.» (Мт. 11:27).
У християнському богослов'ї, це об'явлення зі значенням, яке відкриває, що Божій природі є притаманне отцівство — вічне батьківське відношення.
В Євангелії від Івана теж зазначено що, ніхто не приходить до Христа, якщо той не буде приведений до Сина саме Отцем: «Ніхто бо не може до Мене прийти, як Отець, що послав Мене, не притягне його, і того воскрешу Я останнього дня.» (Ів. 6:44)
Для християн, стосунок Бога Отця до людства є таким ж як батька до дітей. Тому, люди загалом звуться деколи Божими дітьми. Для християн, відношення Бога Отця до людства є відношенням Творця і сотворених істот, і в цьому аспекті Він є отцем усього. Новий Заповіт говорить в цьому значенні, що сама ідея сім'ї, де б вона не з'являлась, бере свою назву від Бога Отця (Ефесян 3:15), тому сам Бог є зразком сім'ї.
Популярна християнська молитва Отче наш, встановлена Ісусом Христом, є зверненням Саме до Бога Отця.

## Бог Отець (Аллах) в ісламі
Згідно з офіційною позицією Православної та Католицької Церков[джерело?], вірні ісламу — мусульмани вірять та поклоняються саме Першій Особі Святої Трійці — Богу Отцю Вседержителю, який їм відомий як Аллах. Саме Вседержитель (араб. Аль Муктаді, англ. Almighty) теж є одним з напошириніших окреслень Бога в ісламі. Теж саме стосується Бога в юдаїзмі, який теж вважається за Першу Постать Святої Трійці, тобто Бога Отця.